# Paul Manz
Paul Manz (* 19. August 1924 in Wila; † 5. Oktober 1995 in Rothenfluh) war ein Schweizer Politiker.

## Leben
Manz absolvierte an den Universitäten Zürich und Basel ein Theologiestudium. Im Jahr 1950 empfing er die Ordination und von 1951 bis 1967 war er Pfarrer in Rothenfluh, Feld-, Radio- und Fernsehprediger. Von 1958 bis 1967 war er Gemeindeschreiber in Rothenfluh und von 1953 bis 1961 Baselbieter Landrat. Er sass von 1960 bis 1969 im Verfassungsrat beider Basel und war 1965 dessen Präsident. Von 1967 bis 1982 war er im Regierungsrat und hatte bis 1975 das Amt Bau und Landwirtschaft und ab dann Inneres und Sanität.
Als Präsident der Volksbewegung für die Erhaltung des selbstständigen Baselbiets war Manz ein engagierter Wiedervereinigungsgegner, als Gesundheitspolitiker und Direktor der Krankenfürsorge Winterthur förderte er HMO-Praxen und den Ausbau der Haus- und Krankenpflege zur Spitex.